# Yasuaki Aida
En aquest nom japonès, el cognom és Aida.
Yasuaki Aida (japonès: 会田安明)  (Yamagata, 10 de febrer de 1747 - Edo, 26 d'octubre de 1817), també conegut amb el nom Ammei Aida fou un matemàtic japonès del període Edo, fundador de l'escola Saijō Ryū (Escola superlativa). Va escriure 1.300 llibres (no tots de matemàtiques) dels quals se'n van publicar onze. Les seves aportacions més rellevants van ser en geometria, de les quals en sobreviuen nombrosos sangakus, i en teoria de nombres.
Aida va estudiar matemàtiques a l'escola Okazaki de Yamagata a partir del setze anys. Amb vint-i-tres anys ma marxar, per establir-se a Edo (actual Tòquio), on va treballar pel shogun Tokugawa Ieharu en temes d'enginyeria civil i sistemes d'irrigació.
Intenta entrar a estudiar a l'escola Seki ryū, però la seva enemistat manifesta amb el seu líder Sadasuke Fujita li ho impedeix. Aquesta rivalitat el va portar a escriure el Kaisei Sampō (Contra argument, 1785), contradient el que havia dit Fujita en el seu Seiyo Sampo (matemàtiques exactes, 1781).
El 1786, en morir Tokugawa Ieharu i ser substituït en el lloc de shogun per Tokugawa Ienari, Aida va perdre el seu lloc de treball i va crear la seva pròpia escola de matemàtiques que va anomenar Saijō ryū (la millor), que mantindrà la rivalitat durant més de vint anys amb l'escola Seki ryū. Una de les característiques de la seva escola va ser l'aversió a utilitzar la trigonometria per resoldre sangakus.